# Raiffeisen-Holding Niederösterreich-Wien

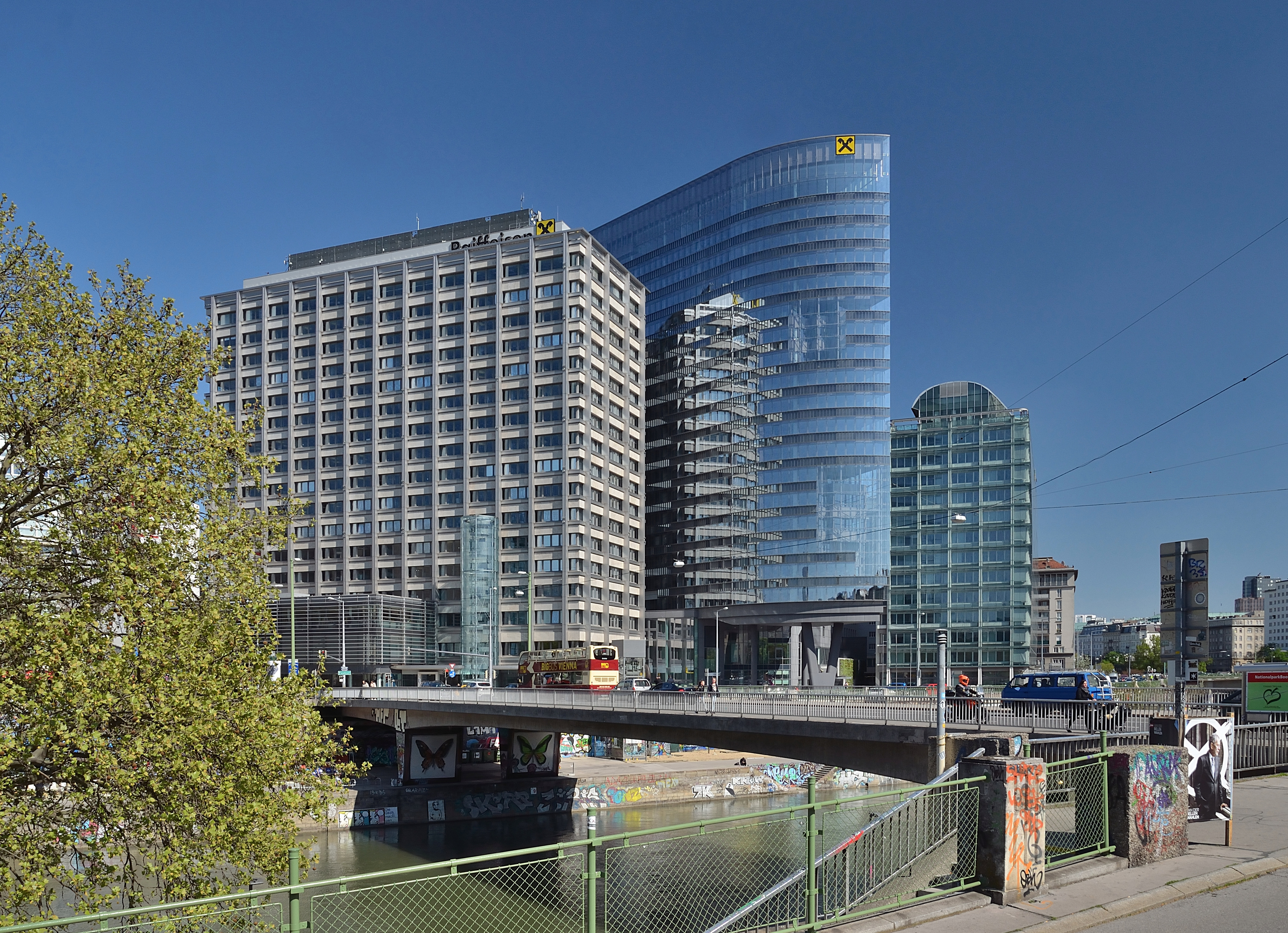
Unternehmenssitz

Die Raiffeisen-Holding Niederösterreich-Wien ist eine private Beteiligungsholding in Österreich. Sie ist genossenschaftlich organisiert und in den Geschäftsfeldern Bank, Agrar, Infrastruktur und Medien tätig.

## Wichtigste Beteiligungen
- Raiffeisenlandesbank Niederösterreich-Wien
- Raiffeisen Bank International AG
- Raiffeisen Informatik GmbH & Co KG
- AGRANA Beteiligungs-AG
- Südzucker AG
- Leipnik-Lundenburger Invest Beteiligungs AG
- NÖM AG
- STRABAG SE
- Medicur-Holding Gesellschaft m.b.H
- Kurier Zeitungsverlag und Druckerei GmbH[2]

## Mitgliedschaften und Auszeichnungen
- Early Adopter im Rahmen des unterzeichneten UN Global Compact[3]
- Gründungsmitglied der Raiffeisen Nachhaltigkeits-Initiative (RNI)[4]
- Unterzeichnung der Charta der Vielfalt[5]
- Gütesiegel Audit „berufundfamilie“[6]

## Rechtsstreitigkeit um STRABAG SE
Der russische STRABAG SE-Aktionärs Rasperia Trading Ltd. klagte bei einem Gericht in Kaliningrad die Raiffeisen-Holding Niederösterreich-Wien. Hintergrund der Klage ist die Sanktionierung der von Oleg Deripaska kontrollierten Rasperia Trading Ltd. Bereits seit April 2022 sind aufgrund von EU-Sanktionen die Stimmrechte eingefroren. Es soll nun vor Gericht erzwungen werden, dass die die STRABAG SE-Anteile von der Raiffeisenbank Russland übernommen werden und knapp zwei Milliarden Euro Schadenersatz geleistet wird. Die Raiffeisen-Holding Niederösterreich-Wien ist via Raiffeisen Bank International AG an der Raiffeisenbank Russland beteiligt.